# Jorge López Astorga
 (mars 2020).
Jorge López Astorga, né le 30 octobre 1990 à Santiago au Chili, est un acteur, chanteur et danseur chilien. 
Il est principalement connu pour son rôle de Ramiro Ponce dans la série de Disney Channel Soy Luna et comme Valerio Montesinos dans la série espagnole de Netflix Élite.

## Biographie

### Jeunesse
Il est né à San Felipe[Passage contradictoire] et à grandi à Llay-Llay, dans la province de San Felipe. Il pratique la danse depuis tout petit mais se rend compte au fil du temps que sa véritable voie artistique est le théâtre. A seulement 16 ans, et contre l'avis de ses parents, il quitte son foyer pour aller s'installer à Santiago pour y réaliser son rêve : être acteur.[réf. nécessaire]
Il a étudié le théâtre à la Fernando González Mardones Acting Academy et à l'Université UNIACC. 

### Carrière
Ses débuts ont eu lieu sur grand écran avec le film Violeta se fue a los cielos en 2011, suivi de la série télévisée jeunesse Decibel 110 diffusée entre 2011 et 2012 sur la chaîne Mega. Plus tard, il a participé à la sixième saison de la série Los 80 et au feuilleton Mamá mechona.
Il a également participé à des comédies musicales telles que Le Magicien d'Oz, Peter Pan et Chicago.
À l'été 2014, il a remporté un concours organisé par le gymnase Hard Candy Fitness, dont le premier prix était de participer à un cours exclusif enseigné par Madonna (cofondatrice de ladite chaîne de gymnases) à l'ouverture d'un nouveau Hard Candy Fitness à Toronto.
Après plusieurs auditions, il a été sélectionné en 2015 pour rejoindre le casting de la série Disney Channel Soy Luna, où il incarne le personnage de Ramiro Ponce.
En 2018, il enregistre la série Wake Up diffusée par Playz (la plateforme de contenu numérique de RTVE) à l'automne 2018. En 2019, il rejoint le casting de la série originale Netflix Elite, dans laquelle il incarne Valerio Montesinos.

## Filmographie

### Cinéma
- 2011 : Violeta : Ángel, jeune
- 2023 : The Other Zoey (Prime Video) : Diego

### Séries télévisées
- 2012 : Decibel 110 : Jorge Ríos (8 épisodes)
- 2014 : Mamá mechona : Presidente CEPSI (11 épisodes)
- 2016-2018 : Soy Luna : Ramiro Ponce (220 épisodes)
- 2018 : Wake Up : Iris (6 épisodes)
- 2019-2020 : Élite : Valerio Montesinos Rojas (saisons 2 et 3, 16 épisodes)
- 2021 Soy Luna: El último concierto :  Lui-même / Ramiro Ponce
- 2022 : Temporada de verão : Diego (8 épisodes)
- 2022 : Now and Then : Alejandro Vilas (8 épisodes)
- 2023 : Silent Cargo : Fernando Nando Barreira Valdés(4 épisodes)
- 2023 : Mala Fortuna : Julio / Michi Montefusco

## Récompenses
| Liste des gagnants et nommés | Liste des gagnants et nommés | Liste des gagnants et nommés | Liste des gagnants et nommés | Liste des gagnants et nommés | Liste des gagnants et nommés | Liste des gagnants et nommés |
| Année                        | Organisation                 | Catégorie                    | Travail                      | Résultat                     | Réf.                         |                              |
| ---------------------------- | ---------------------------- | ---------------------------- | ---------------------------- | ---------------------------- | ---------------------------- | ---------------------------- |
| 2017                         | Prix des fans                | Prêt, j'ai dit               | Jorge López                  | Nommé                        | [ 6 ]                        |                              |
| 2019                         | GQ México                    | Acteur international         | Jorge López                  | Gagnant                      | [ 7 ]                        |                              |